# Kakeru Aoto
Kakeru Aoto (japanisch 青戸 翔 Aoto Kakeru; * 9. August 1996 in der Präfektur Tokio) ist ein japanischer Fußballspieler.

## Karriere
Kakeru Aoto erlernte das Fußballspielen in der Jugendmannschaft von Tokyo Verdy, in der Schulmannschaft der Toin Gakuen High School sowie in der Universitätsmannschaft der Internationale Budō-Universität. Seinen ersten Vertrag unterschrieb er am 1. Februar 2019 beim Tokyo United FC. Der Verein aus Tokio spielte in der fünften Liga, der Kantō Soccer League (Div. 1). Im August 2019 ging er nach Europa, wo er in Deutschland einen Vertrag beim Siegburger SV 04 unterschrieb. Der Verein aus Siegburg, einer Stadt in Nordrhein-Westfalen, spielte in der Mittelrheinliga. Hier absolvierte er mindestens 17 Spiele. Nach der Saison kehrte er nach Japan zurück. Hier schloss er sich dem Fünftligisten Tokyo 23 FC an. Für den Verein stand er sechsmal in der Kanto Soccer League (Div.1) auf dem Spielfeld. Die Saison 2021 stand er beim Fünftligisten Ococias Kyoto AC unter Vertrag. Mit dem Verein aus Kyōto wurde er am Ende der Saison Meister der Liga. Mit 13 Toren wurde er Torschützenkönig. Im Januar 2022 wechselte er in die dritte Liga. Hier verpflichtete ihn Kamatamare Sanuki. Sein Drittligadebüt für den Verein aus Takamatsu gab Kakeru Aoto am 13. März 2022 (1. Spieltag) im Heimspiel gegen den Matsumoto Yamaga FC. Hier wurde er in der 73. Minute für Hayato Hasegawa eingewechselt. Yamaga gewann das Spiel 2:1. Für Sanuki bestritt er 23 Drittligaspiele. Im Januar 2023 unterschrieb er einen Vertrag beim ebenfalls in der dritten Liga spielenden Tegevajaro Miyazaki.

## Erfolge
Ococias Kyoto
- Kansai Soccer League (Div.1): 2021

## Auszeichnungen
Kansai Soccer League (Div.1)
- Torschützenkönig: 2021